# St David’s
St David’s ist ein Wohngebäude in der schottischen Ortschaft Dysart in der Council Area Fife. 1971 wurde das Bauwerk als Einzeldenkmal in die schottischen Denkmallisten in der höchsten Kategorie A aufgenommen.

## Geschichte
St David’s wurde im späten 16. Jahrhundert errichtet. Um 1680 wurde das Gebäude aufgestockt und um diese Zeit auch modernisiert. Eine weitere Modernisierung wurde im frühen 19. Jahrhundert vorgenommen. Hierbei wurden unter anderem die meisten Fenster erweitert. Vermutlich wurden ein Flügel sowie das Dachgeschoss eine Zeitlang als Taubenhaus genutzt. Eine Restauration wurde in den 1980er Jahren vorgenommen.

## Beschreibung
Das Gebäude steht zwischen Fitzroy Street und Rectory Lane im Süden Dysarts. Das hohe, zweistöckige Gebäude weist einen L-förmigen Grundriss auf. Von der Nordseite ragt ein erhöhter Treppenturm mit Schlitzfenstern im Giebel auf. Am Fuße führt ein profiliert eingefasstes, tiefliegendes Segmentbogenportal ins Innere. Sämtliche Giebel, inklusive der Lukarnen, welche teils ein schlichtes Kranzgesimse durchbrechen, sind mit Staffelgiebeln gestaltet. Die giebelständigen Kamine sind mit Harl verputzt. Es sind vornehmlich zwölfteilige Sprossenfenster verbaut.